# ديان إدواردز
ديان إدواردز (بالإنجليزية: Dianne Edwards)‏ هي عالمة نبات بريطانية، ولدت في 1942 في سوانزي في المملكة المتحدة.